# Japan Transport Engineering Company
La Japan Transport Engineering Company (株式会社総合車両製作所, Kabushiki-gaisha Sōgō Sharyō Seisakusho), abrégé en J-TREC, est un fabricant japonais de véhicules ferroviaires basé à Yokohama. C'est une filiale de la East Japan Railway Company (JR East).

## Histoire
La société a été fondée le 23 août 1948 en tant que l'usine Tōkyū Yokohama (東急横浜製作所, Tōkyū Yokohama seisakusho). En février 1953, elle devient la Tokyu Car Corporation (東急車輛製造株式会社, Tōkyū Sharyō-seizō Kabushiki-gaisha). La société est rachetée en 2011 par la JR East qui en prend entièrement le contrôle en avril 2012. Elle prend alors son nom actuel.

## Usines
Les usines de la J-TREC sont situées à Yokohama, Niitsu (Niigata) et Wakayama.

## Produits et clients

### Tokyu Car Corporation
Liée à la compagnie Tōkyū, la Tokyu Car Corporation a fourni de nombreux trains à cette dernière, dont la série 5200 (premier train japonais partiellement en acier inoxydable) et la série 7000 (premier train japonais entièrement en acier inoxydable), ainsi qu'aux Japanese National Railways puis aux différentes compagnies des Japan Railways. Elle a aussi construit des trains pour les compagnies Keikyū, Keiō, Keisei, Odakyū, Sōtetsu, Tōbu, Seibu et Nankai, ainsi qu'une vingtaine de petites compagnies privées et plusieurs métros.
En dehors du Japon, la Tokyu Car Corporation a vendu des trains à Iarnród Éireann, aux chemins de fer de Taiwan (TRA), à plusieurs résesaux américains dont le métro de Cleveland et la MTBA et aux métros de Singapour, Tianjin et Pékin.

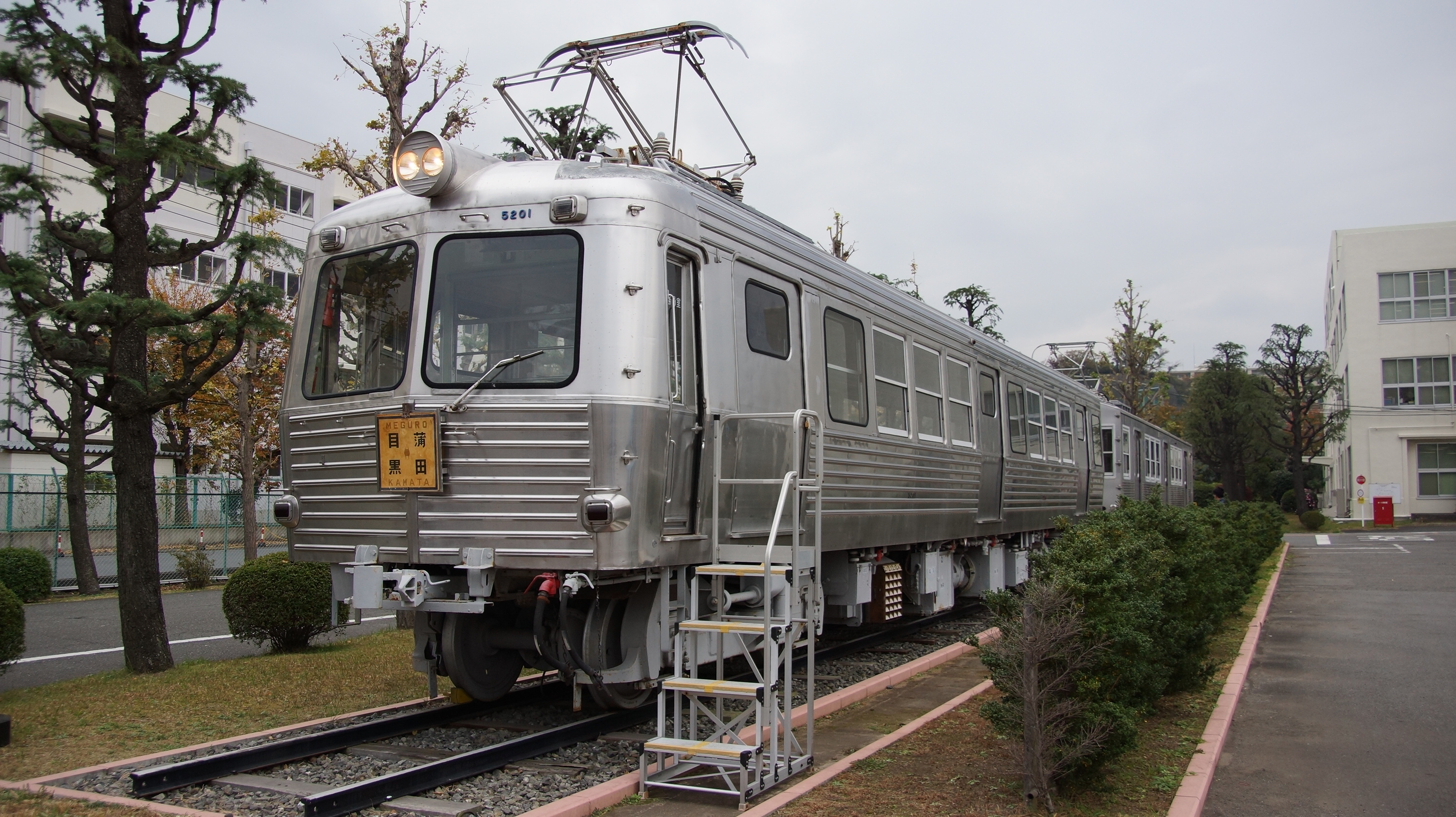
Tokyu série 5200
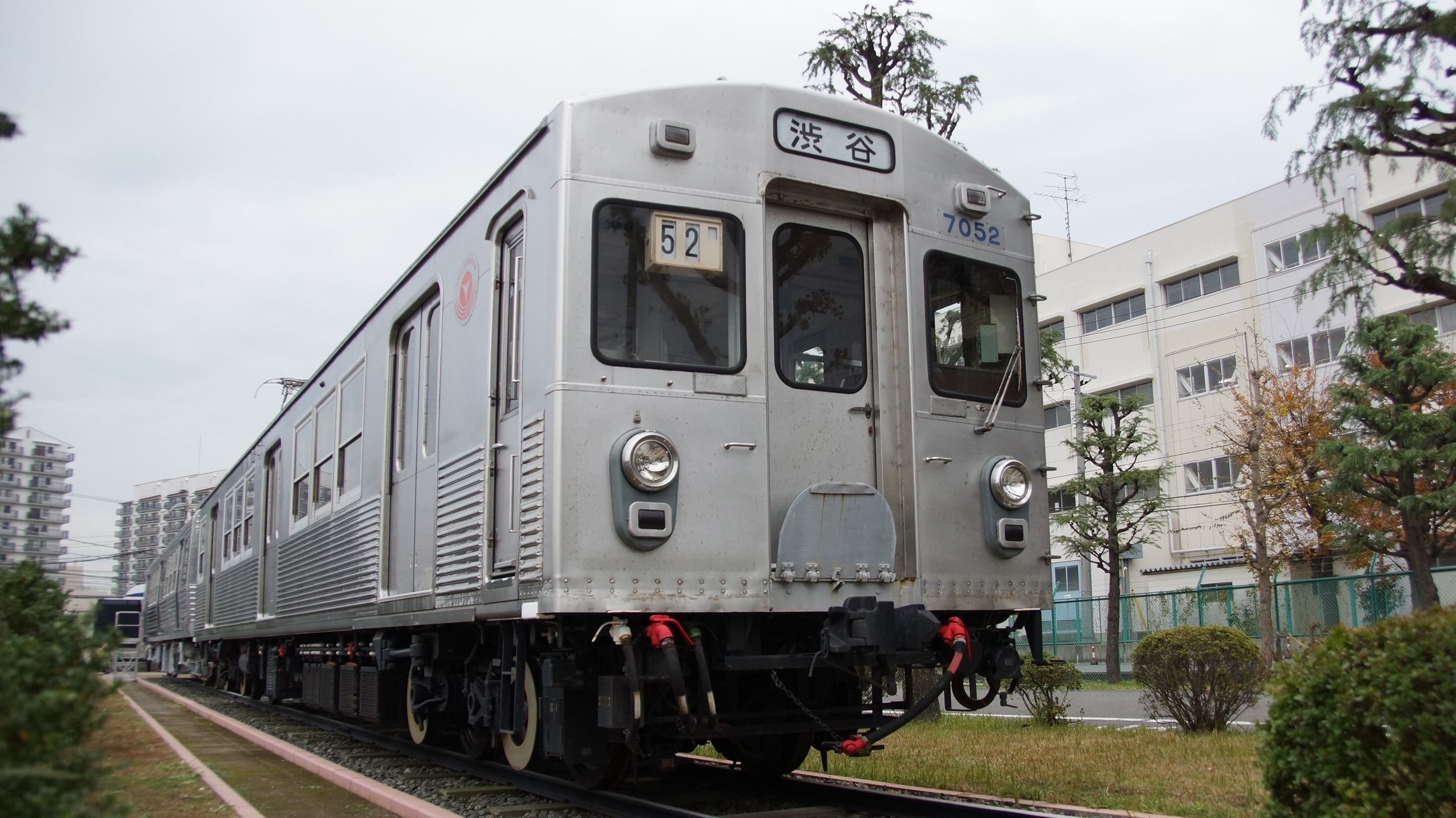
Tokyu série 7000
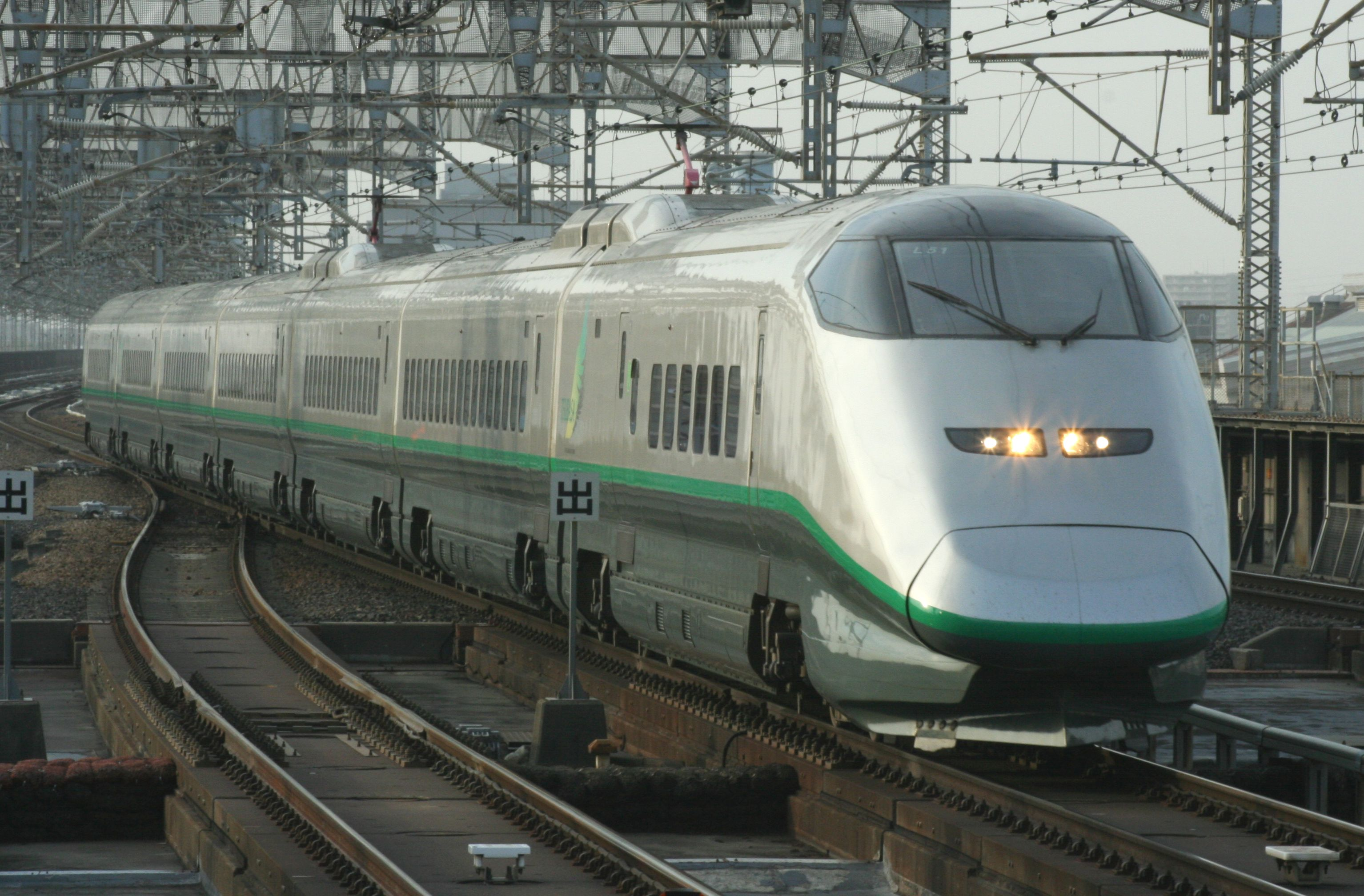
Shinkansen série E3
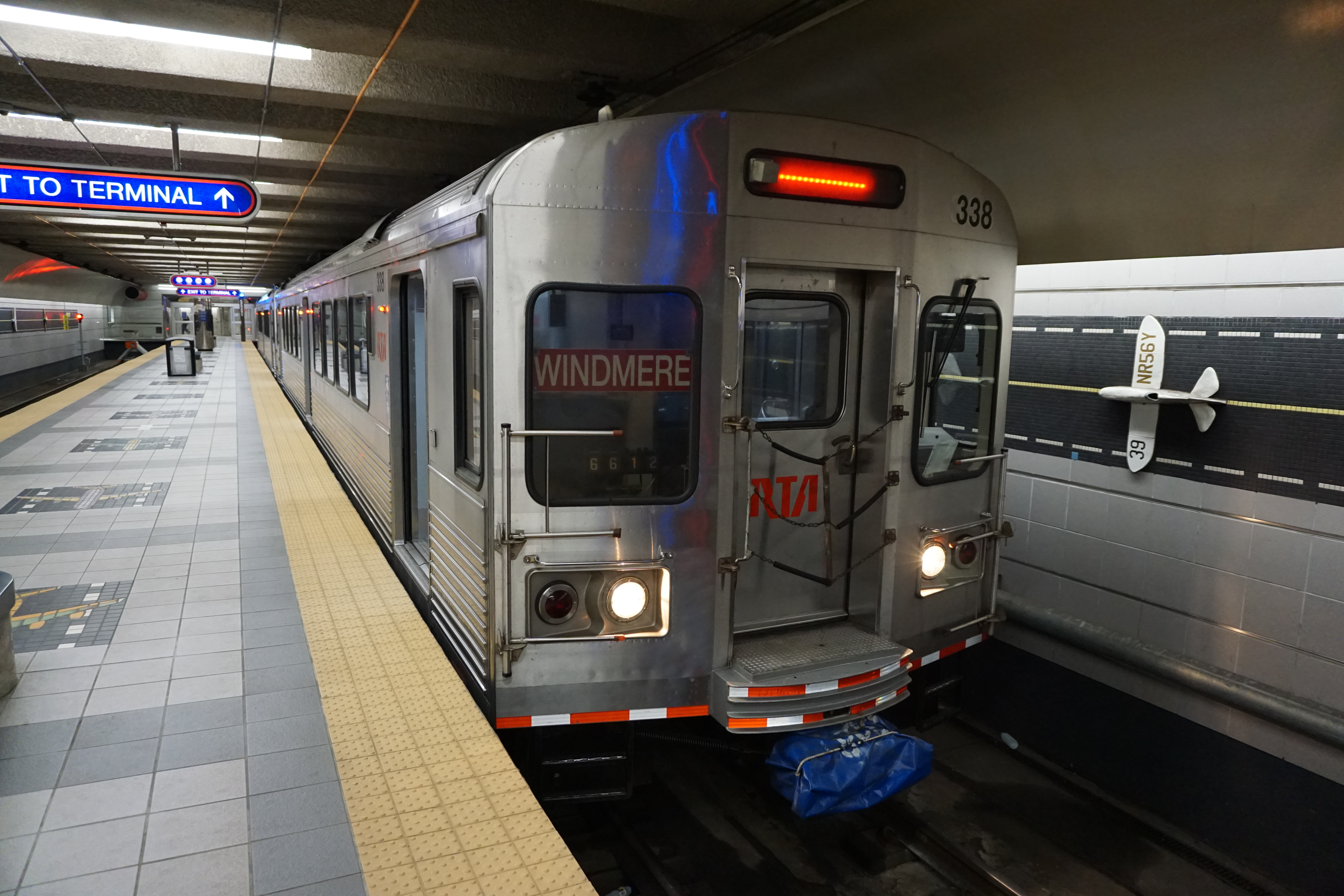
Métro de Cleveland
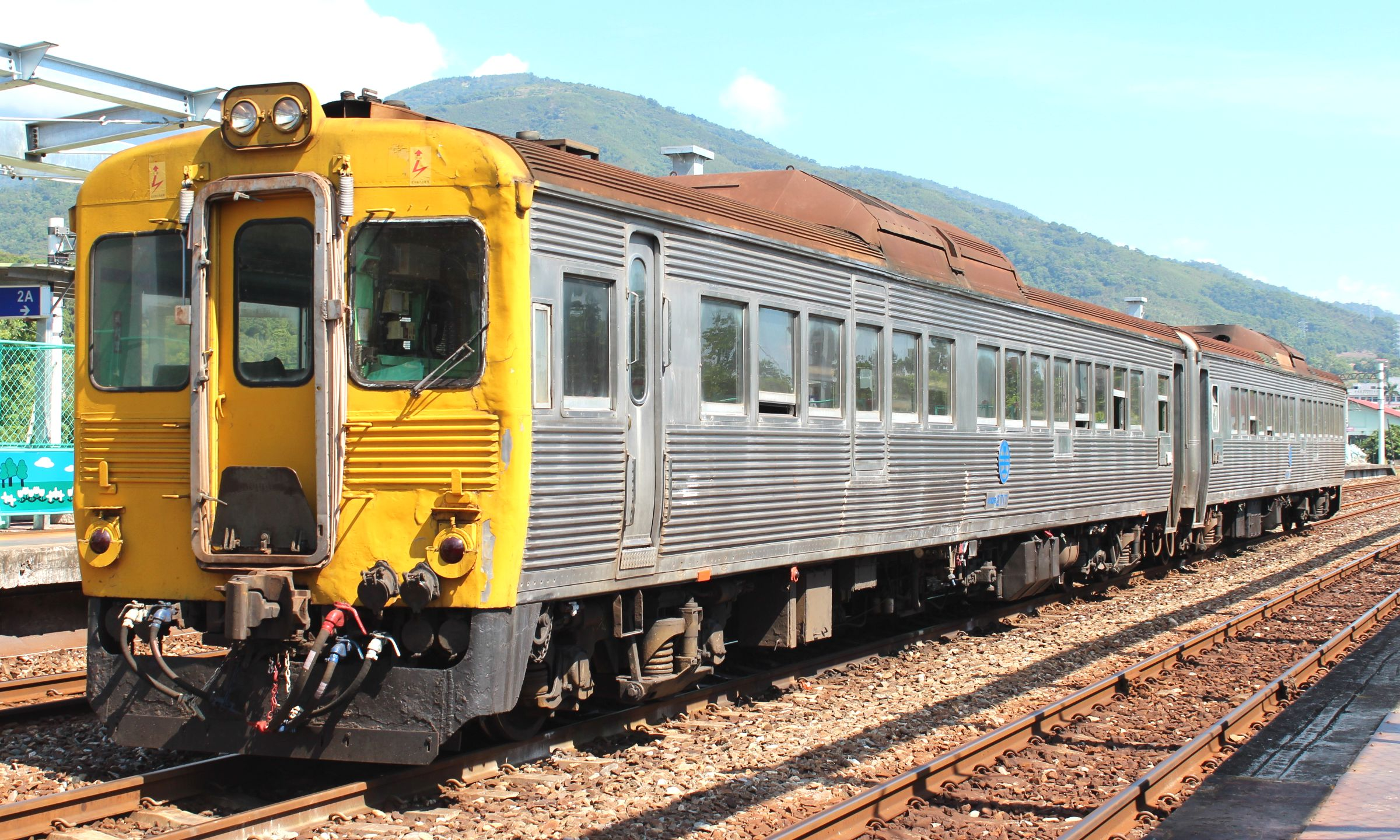
TRA série DR2700

### J-TREC
La J-TREC a construit la plupart les trains récents de la JR East. Elle a aussi fourni des trains aux compagnies Tōkyū, Keikyū, Keiō, Keisei, Odakyū, Sōtetsu, Nankai, Toei, Semboku Rapid Railway, AbukumaExpress, Aoimori Railway, Shinano Railway et Shizuoka Railway.
A l'export, la J-TREC a vendu des trains au métro de Bangkok et aux chemins de fer philippins.
La J-TREC fourni également des bogies et des conteneurs pour le fret.

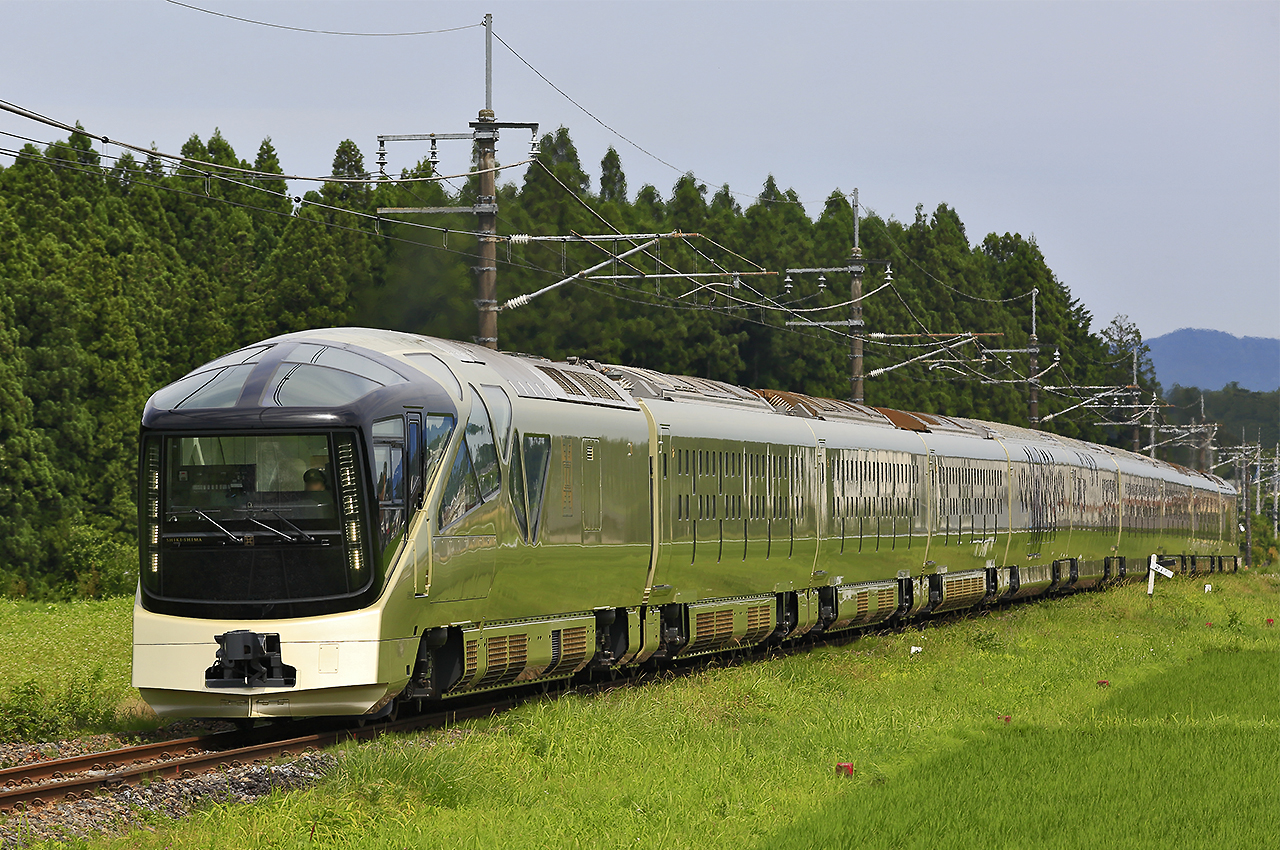
JR East série E001
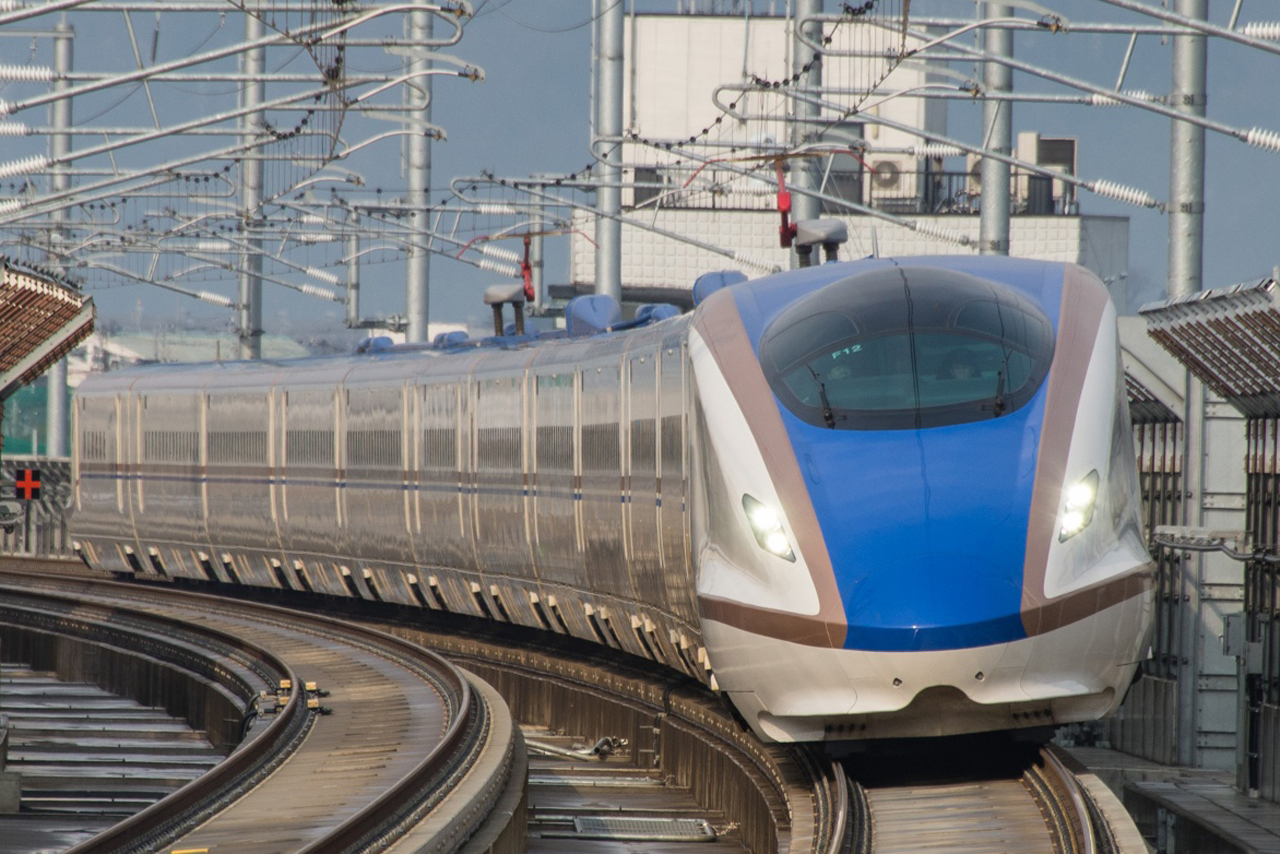
Shinkansen série E7
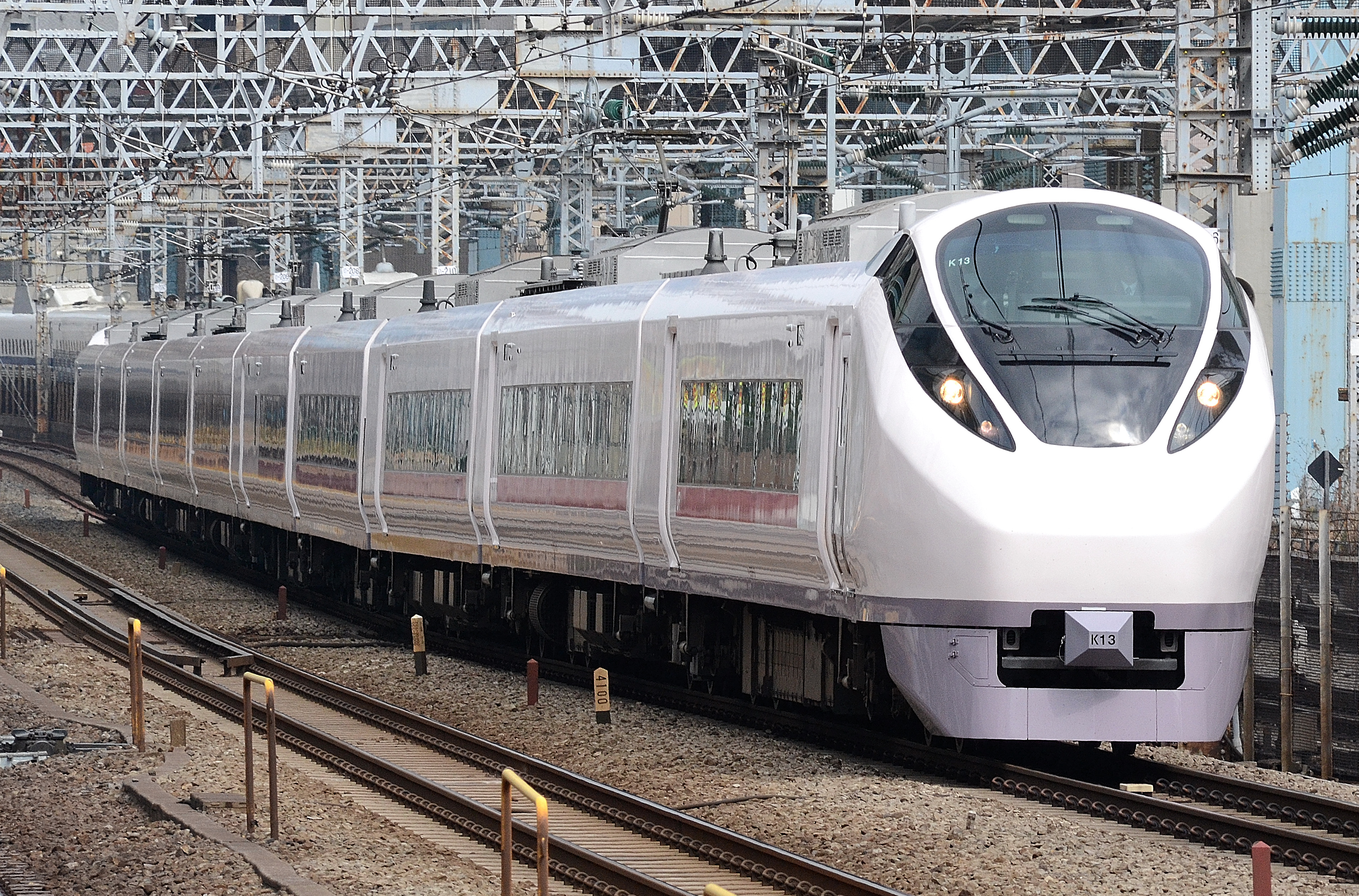
JR East série E657
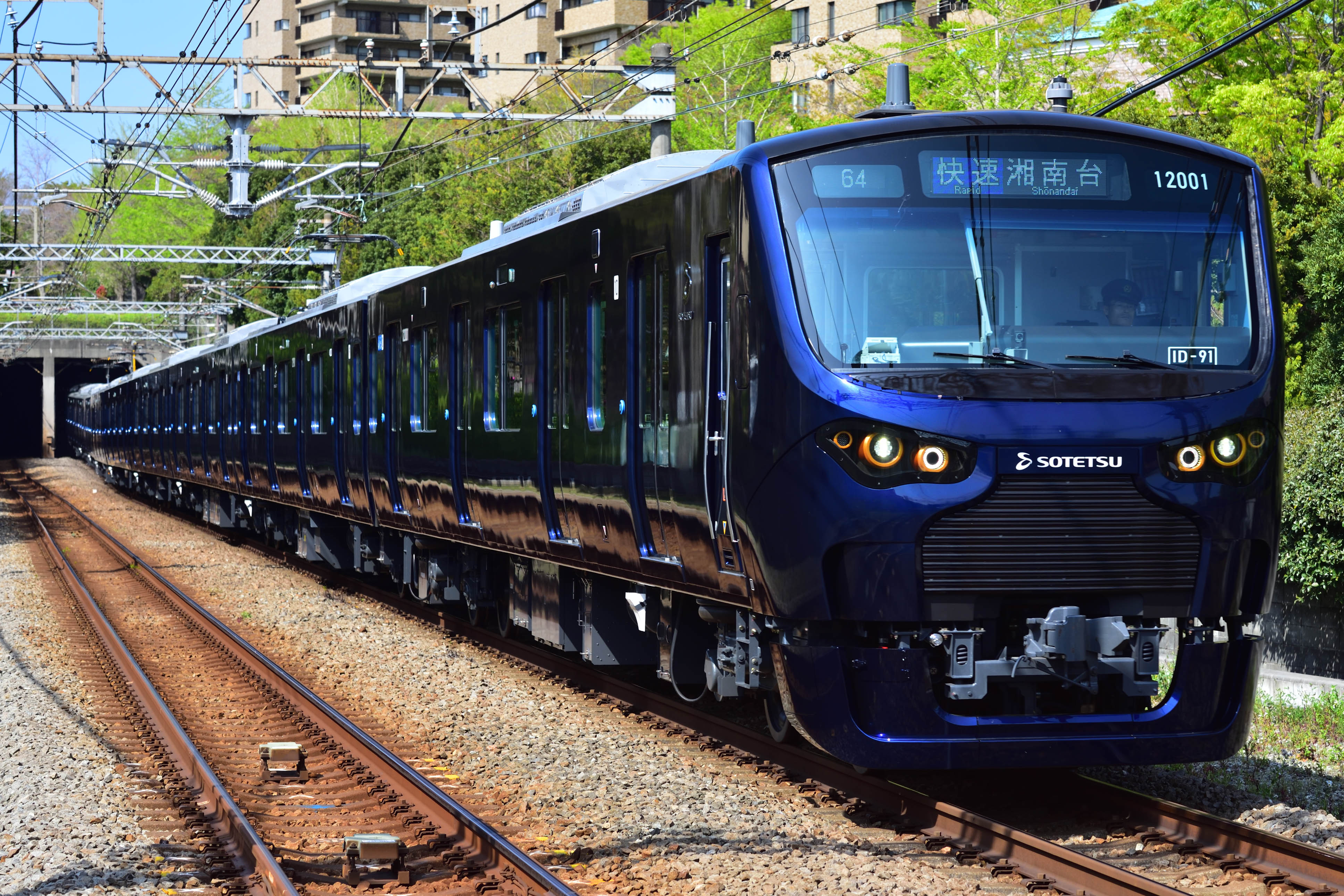
Sōtetsu série 12000
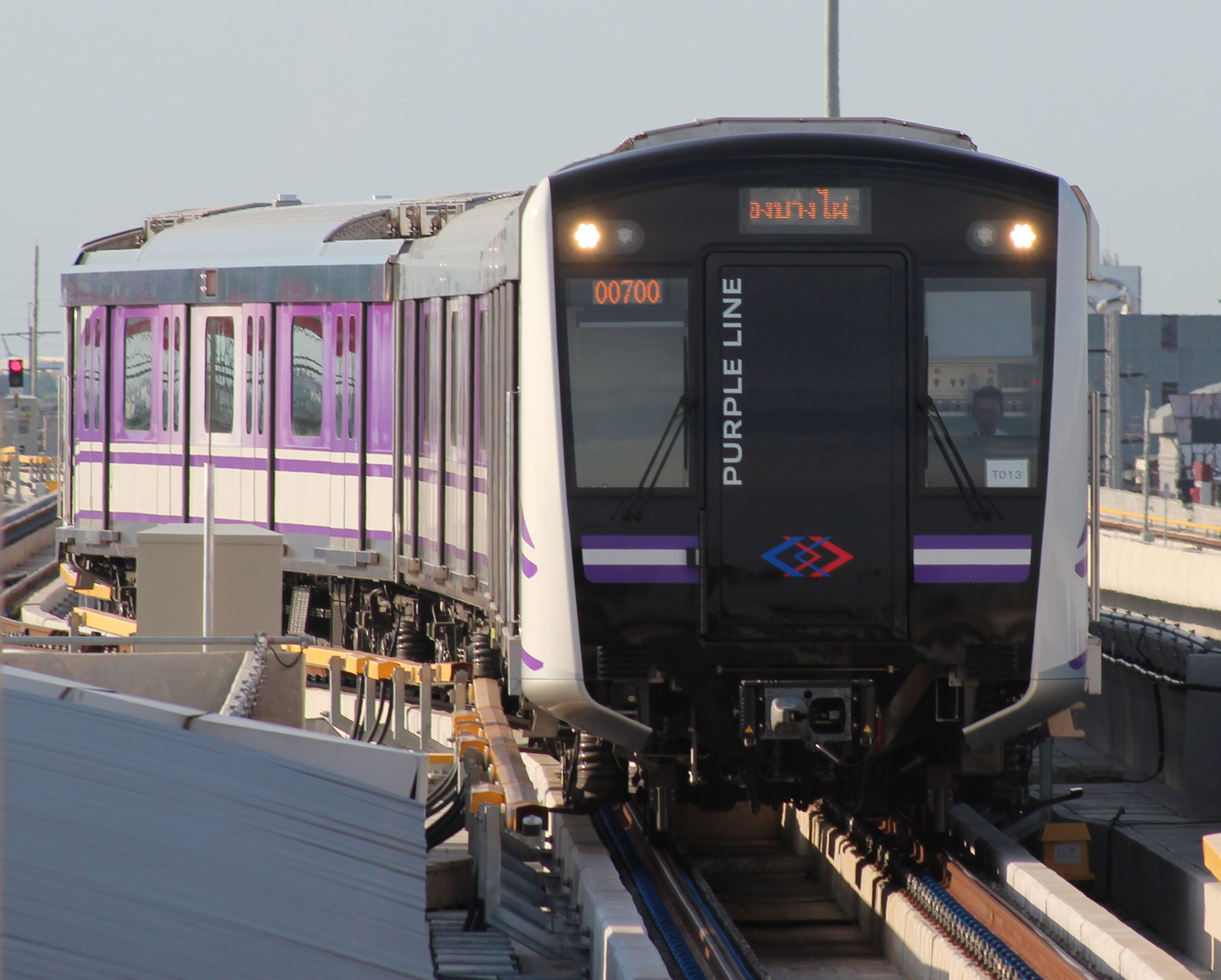
Métro de Bangkok (ligne pourpre)